# Graciela Mauri
Graciela Eugenia de la Caridad Mauri Villariño (Ciudad de México, 8 de septiembre de 1968), más conocida como Graciela Mauri, es una actriz, cantante de pop y presentadora mexicana. Es conocida ampliamente por su entrañable personaje de Cristina en la famosa telenovela Mundo de juguete, al lado de doña Sara García, y también por ser la conductora del exitoso programa El cubo de Donalú. Es la hermana menor del también actor y cantante Toño Mauri, exintegrante del grupo Fresas con Crema.

## Telenovelas
- Gloria Trevi: ellas soy yo (2023), Melina
- Sueños y caramelos (2005), Maricarmen
- Cómo duele callar (1987), Rosario
- Gotita de gente (1978), Ana María
- Mundo de juguete (1974-1977), Cristina Salinas

## Programas
- Desmadruga2 (2011), varios personajes (1 episodio)
- Hazme reír y serás millonario (2009), invitada (1 episodio)
- El cubo de Donalú (2000-2002), Donalú
- Mujer, casos de la vida real (1995), madre biológica de las gemelas (1 episodio: «Mamá, tus hijas viven»)
- Intercontrol (1991), conductora
- Siempre en domingo (1988-1998), invitada musical (varios episodios)
- Juguemos a cantar (1982), invitada
- La casa del árbol (1981)
- El mundo de Luis de Alba (1979), invitada

## Discografía
- Graciela Mauri (1988), CBS Columbia Int.
- Entre tú y yo (1989), CBS Columbia Int.
- Graciela (1995), Melody
- A mi manera (1998), Melody
- El cubo de Donalú (2001), Fonovisa

## Doblaje
- Stuart Little 2 (2002), Margalo (doblaje al español de América)

## Nominaciones
Premios TVyNovelas
- Mejor actriz joven: Cómo duele callar (nominada, 1988)